# Pilotrichella livens
Pilotrichella livens là một loài Rêu trong họ Meteoriaceae. Loài này được (Schwägr.) A. Jaeger mô tả khoa học đầu tiên năm 1877.